# Tauernfriedhof

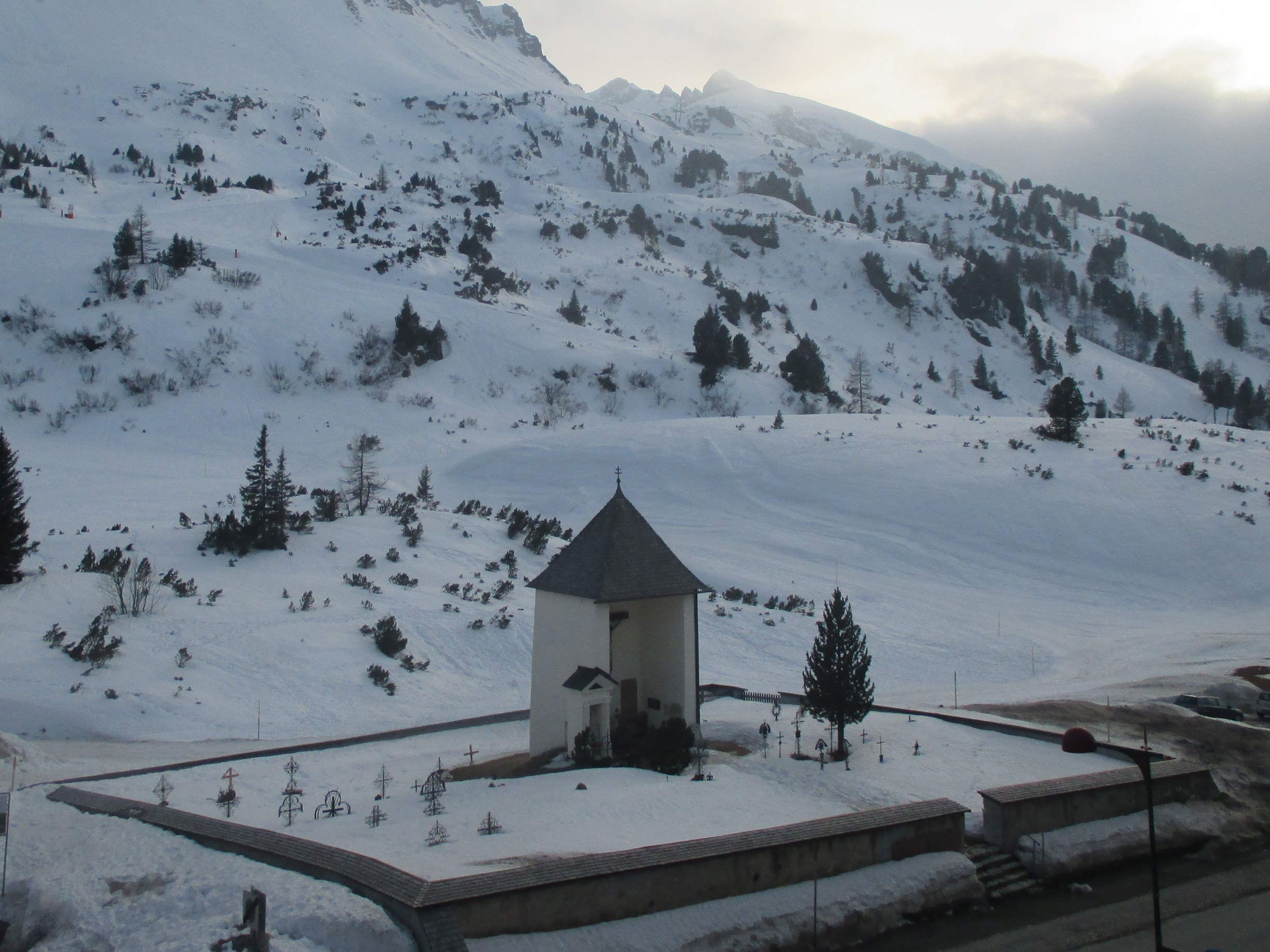
Tauernfriedhof im April 2016

Der Tauernfriedhof ist ein Friedhof nahe dem Radstädter Tauernpass in Obertauern in der Gemeinde Untertauern im Bezirk St. Johann im Pongau im Land Salzburg. Der Friedhof mit der Kapelle steht unter Denkmalschutz.

## Geschichte

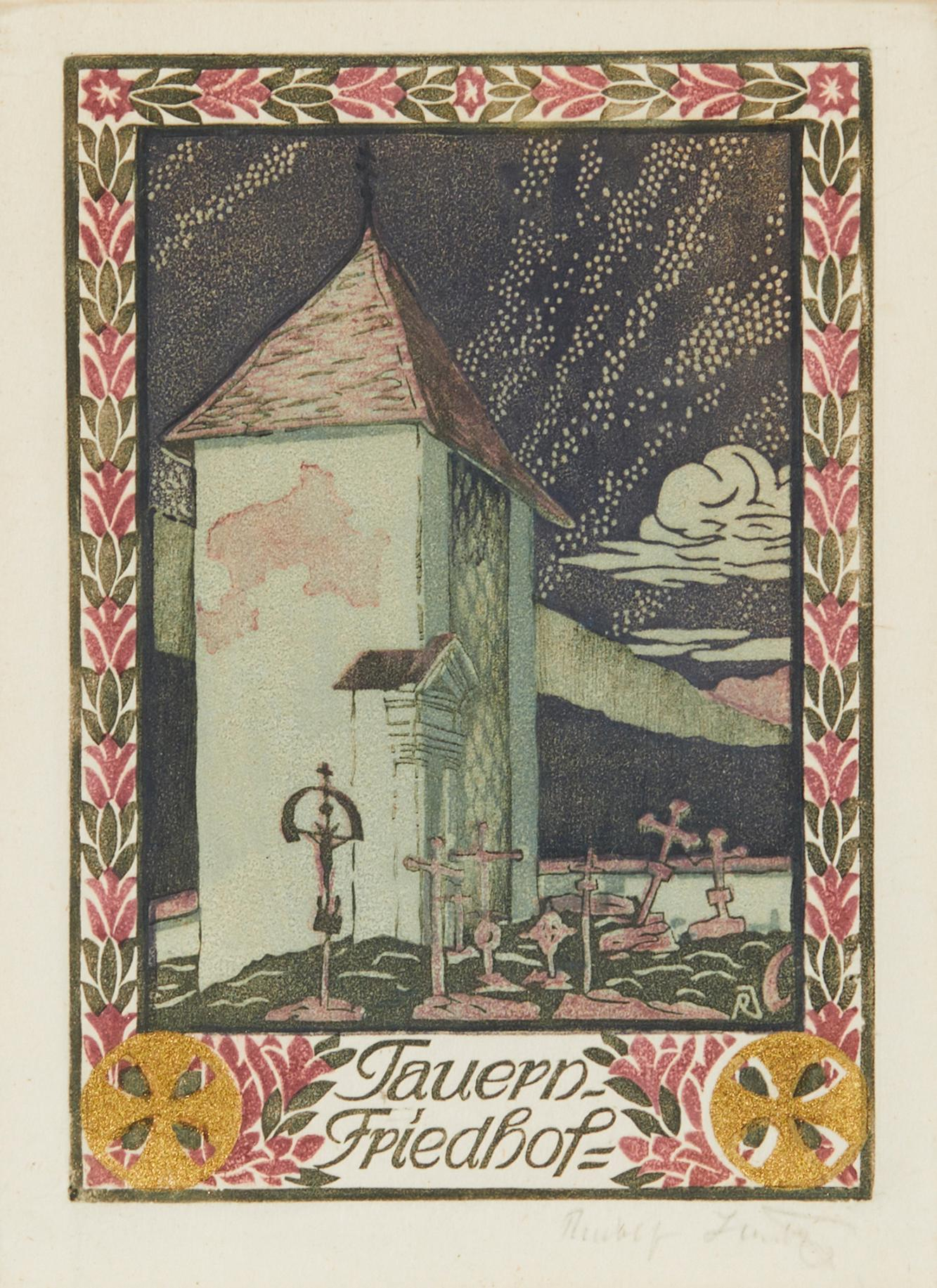
Rudolf Junk: Tauern-Friedhof, Holzschnitt, um 1909

Der Friedhof wurde als vermutlicher Standort der römischen Straßenstation In Alpe angenommen. Auf der Passhöhe stehen sechs römische Meilensteine aus dem 3. Jahrhundert welche von der Moaralm hierher übertragen wurden. Der Friedhof befindet sich auf der Passhöhe neben der Straße und wurde 1515 geweiht. Renovierungen waren 1929 und 1949/1950.

## Architektur
Der Friedhof ist von einer Mauer umgeben. An der Westseite steht an der Ummauerung eine kapellenartige hohe offene Nische mit einem geschindelten Zeltdach mit einem Kruzifix aus dem 18. Jahrhundert.

## Ausstattung
Es gibt Grabsteine von 1534, 1585, 1658, und andere.